# ベルヒテスガーデン

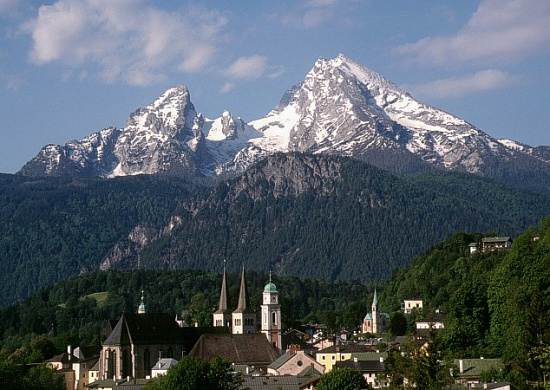
町の風景

ベルヒテスガーデン（Berchtesgaden）は、ドイツ連邦共和国の町。バイエルン州に属する。人口7752人（2005年）。近郊のオーバーザルツベルクにはナチス政権期にアドルフ・ヒトラーの山荘（ベルクホーフ、ケールシュタインハウス）がおかれたことで知られる。

## 概要
ドイツとオーストリアの国境に近い山岳地帯に位置していて、周辺にドイツで3番目に高いヴァッツマン山（en:Watzmann）がある。また町の南にはケーニヒ湖があり、風光明媚な観光地・保養地として多くの観光客が集まる。近隣の都市としては、約20キロ北にあるオーストリアのザルツブルクが挙げられる。
周辺で岩塩が採掘されたため、中世より争奪の的となった。現在でも、塩坑や塩の博物館を見学することができる。近隣のオーバーザルツベルクにアドルフ・ヒトラーの山荘があり、ヒトラーに対して「宥和政策」をとったことでも知られるネヴィル・チェンバレンやウィンザー公、同盟国日本からは駐独大使の大島浩中将等が招かれた。

## 歴史
1102年に最初に文献に登場し、塩の豊富な地であると述べられている。岩塩鉱により多くの富裕層が誕生した。1803年の帝国代表者会議主要決議までの間、街は独立した扱いであった(en:Berchtesgaden Provostry)。この街はザルツブルクやフランスなど支配者が度々変わり、1810年にバイエルンの統治下となった。

### ベルヒテスガーデンとナチス
ベルヒテスガーデンの近郊の山腹オーバーザルツベルクは1920年代にナチス党によって買収されてから、ナチス最高幹部用のリゾート地兼、軍事拠点としての様相を帯び始める。
後にベルクホーフと呼ばれることになるヒトラーの別荘を中心に、菜食主義者のヒトラーのために菜園が、ヘルマン・ゲーリング、マルティン・ボルマンのために別荘が、ベルヒテスガーデンを警護する武装親衛隊のために宿舎が、他にも発電所や燃料庫、弾薬庫、果ては幼稚園までが建造された。ベルヒテスガーデンの山腹にはこれらの施設と連絡するために地下トンネルが多く掘られていて、現在でもコンクリート製の警備用シェルターの残骸や、地下トンネルの廃墟を見ることができる。
だが、元からこの土地にあった建物の中で最も戦争の運命に翻弄されたのは、ベルクホーフ山荘のすぐ裏にある「ホテル・ツム・テュルケンHotel zum Türken」であったろう。1911年から宿屋として営業していたツム・テュルケンの主人カール・シュスターは、1933年にオーバーザルツベルク一帯をナチスが接収した時にこの地を退去させられ、再び帰ることなく別の地で没する。
1945年の終戦後にこの地に戻ってきたカールの妻と娘テレーズが見たものは、イギリス空軍の5トン爆弾「トールボーイ」の直撃を受けてほぼ全壊したツム・テュルケンの姿だった。ツム・テュルケンは戦争の間、駐屯する武装親衛隊によって電話通信センターとして改造され、総統大本営となったこの一帯の中心として大いに使われていたのである。
カールの妻は1949年に建物を取り戻して再びホテルへと改築し、地方で最も知られ、最も歴史あるホテルとして再出発を果たした。
ヒトラーとその客人を迎えたベルヒテスガーデンの典型的な建物は、駅や郵便局などが含まれていた。ネヴィル・チェンバレン、デビッド・ロイド・ジョージと同様に、エヴァ・ブラウン、エルヴィン・ロンメル、ヨーゼフ・ゲッベルス、ハインリヒ・ヒムラーなどの有名人がベルヒテスガーデン・ホーフ・ホテルに滞在した。このホテルは2006年に解体された。現在はこの場所に「Haus der Berge」と呼ばれる博物館が建っている。

## 出身人物
- ペーター・エッテル - オートバイレーサー
- ルードルフ・クリス - 民俗学者
- ゲオルク・ハックル - リュージュ選手
- カール・バルトス - ミュージシャン
- ハンス・プレンク - リージュ選手

## 引用
1. ↑  https://www.statistikdaten.bayern.de/genesis/online?operation=result&code=12411-003r&leerzeilen=false&language=de Genesis-Online-Datenbank des Bayerischen Landesamtes für Statistik Tabelle 12411-003r Fortschreibung des Bevölkerungsstandes: Gemeinden, Stichtag (Einwohnerzahlen auf Grundlage des Zensus 2011)